# 7ème Arrondissement
Das 7ème Arrondissement ist ein Arrondissement im Departement Littoral in Benin. Es ist eine Verwaltungseinheit, die der Gerichtsbarkeit der Kommune Cotonou untersteht und selbst ein Teil des beninischen Hauptortes Cotonou ist. Gemäß der Volkszählung von 2013 hatte das 7ème Arrondissement 27.535 Einwohner, davon waren 12.816 männlich und 14.719 weiblich.

## Geographie
Als Teil der Stadt Cotonou liegt das Arrondissement im Süden des Landes nahe am Atlantik.
Das 7ème Arrondissement setzt sich aus 11 Stadtteilen zusammen und ist vor allem als Wohngebiet bekannt:
1. Dagbédji-Sikê
2. Enagnon-Sikê
3. Fignon-Sikê
4. Gbèdomidji
5. Gbènan
6. Missité-Sikê
7. Sèdami
8. Sèdjro Saint Michel
9. Sèhogan-Sikê
10. Todoté
11. Yévèdo